# Albert Salm

Albert Salm

Albert Salm (* 8. Januar 1882 in Stuttgart; † 18. Juli 1950 in Bad Cannstatt) war ein deutscher Politiker (SPD).
Albert Salm wurde als Sohn eines Tagelöhners geboren. Nach dem Besuch der Volksschule absolvierte er von 1896 bis 1899 eine Schlosserlehre. Um 1900 trat Salm in die Sozialdemokratische Partei Deutschlands (SPD) ein.
Von Januar 1919 bis zum Juni 1920 saß Salm als Abgeordneter für die SPD in der Weimarer Nationalversammlung, in der er den Wahlkreis 31/32 (Württemberg) vertrat. Von 1919 bis 1927 stand Salm dem SPD-Ortsverein in Stuttgart als Vorsitzender vor.
In der Zeit des Nationalsozialismus wirkte Salm im Untergrund gegen das Regime, weswegen er schließlich verhaftet und zeitweise in einem KZ gefangen gehalten wurde.